# Alfirk
Alfirk eller Beta Cephei (β Cephei, förkortat Theta Cep, β Cep)  är en trippelstjärna belägen i den västra delen av stjärnbilden Cepheus. Den har en genomsnittlig skenbar magnitud på 3,20 och är synlig för blotta ögat där ljusföroreningar ej förekommer. Baserat på parallaxmätning inom Hipparcosuppdraget på ca 4,8 mas, beräknas den befinna sig på ett avstånd på ca 690 ljusår (ca 210 parsek) från solen. Konstellationen består av en dubbelstjärna (betecknat Beta Cephei A) tillsammans med en andra följeslagare (B). Dubbelstjärnans två enheter är betecknade Beta Cephei Aa och Ab.

## Nomenklatur
Beteckningarna för de två beståndsdelarna Beta Cephei A och B och A:s komponenter - Beta Cephei Aa och Ab - kommer från konventionen som används av Washington Multiplicity Catalog (WMC) för multippelstjärnor, och antagna av International Astronomical Union (IAU). Beta Cephei bär det traditionella namnet Alfirk, som kommer från det arabiska الفرقة al-firqah "flocken" (av får). Tillsammans med Alfa Cephei (Alderamin) och Eta Cephei (Al Kidr) var de Al Kawākib al Firḳ الكوكب الفرق "flockens stjärnor" av Ulug Beg.
År 2016 anordnade International Astronomical Union en arbetsgrupp för stjärnnamn (WGSN) med uppgift att katalogisera och standardisera riktiga namn för enskilda stjärnor. WGSN fastställde namnet Alfirk för Beta Cephei i augusti 2016 och det ingår nu i IAU:s Catalog of Star Names.

## Egenskaper
Primärstjärnan Beta Cephei Aa är en blå till vit underjättestjärna av spektralklass B1 IV. Den har en beräknad massa som är ca 12,2 – 19,5 gånger större än solens massa, en radie som är ca 5,6 gånger större än solens och utsänder från dess fotosfär ca 15 000 gånger mera energi än solen vid en effektiv temperatur av ca 27 000 K. Stjärnan är, som de flesta högklassiga stjärnor av spektralklass B, en relativt ung stjärna med en beräknad ålder på bara några miljoner år. Liksom majoriteten av jättestjärnor roterar den långsamt kring sin axel med en rotationshastighet på 7° per dygn, en hastighet som tar stjärnan ungefär 51 dygn för att göra en fullt varv kring dess axel.
Beta Cephei Aa är en pulserande variabel och prototypen för Beta Cephei-variablerna (BCEP). Stjärnan varierar i ljusstyrka 3,16-3,27 med en period av 0,19 dygn (4,57171 timmar).
Följeslagaren Beta Cephei Ab är en Be-stjärna med en omloppsperiod på 85 år. Den blev 1972 upplöst med hjälp av speckleinterferometri till en separation från primärstjärnan på 0,25 bågsekunder.
Följeslagaren Beta Cephei B har en magnitud av 7,8 och är en stjärna i huvudserien av spektraltyp A2 separerade med 13,6 bågsekunder från primärstjärnan.